# Ectasiocnemis shirozui
Ectasiocnemis shirozui is een keversoort uit de familie bloemspartelkevers (Scraptiidae). De wetenschappelijke naam van de soort is voor het eerst geldig gepubliceerd in 1957 door Chujo.